# Thần học Calvin
Thần học Calvin (tiếng Anh: Calvinism) là hệ thống thần học và phương pháp ứng dụng đức tin vào nếp sống Cơ Đốc, đặt trọng tâm vào quyền tể trị của Thiên Chúa. Được gọi theo tên của nhà cải cách Jean Calvin, mô hình Cơ Đốc giáo Kháng Cách này đôi khi được gọi là "truyền thống Cải cách" (Reformed), "đức tin Cải cách", hoặc "thần học Cải cách".
Truyền thống Cải cách được phát triển bởi những nhà thần học như Martin Bucer, Heinrich Bullinger, Peter Martyr Vermigli, và Huldrych Zwingli, cùng các nhà cải cách ở Anh như Thomas Cranmer và John Jewel. Nhưng chính là do ảnh hưởng to lớn của Jean Calvin cùng vai trò của ông trong các cuộc tranh luận về các vấn đề giáo hội và tín điều diễn ra trong thế kỷ 17, mà truyền thống này được biết đến dưới tên thần học Calvin. Ngày nay, thuật từ thần học Calvin cũng được dùng để chỉ nền thần học và sống đạo của các giáo hội Cải cách (tại các nước nói tiếng Anh được biết đến nhiều hơn với tên Trưởng Lão), mà Calvin là nhà lãnh đạo từ lúc ban đầu. Thuật từ này cũng được dùng để chỉ hệ thống thần học nổi tiếng với giáo lý tiền định và quan điểm về sự sa ngã toàn diện của con người.

## Lịch sử
Ở tuổi 25, Jean Calvin đã tạo được ảnh hưởng đáng kể trên sự phát triển của nền thần học Kháng Cách, khi ông cho xuất bản tác phẩm Nguyên lý Cơ Đốc giáo (Institutes of the Christian Religion) trong năm 1536. Cùng với những bài bút chiến, thư tín mục vụ, những đóng góp giúp hình thành các tín điều, và một khối lượng đồ sộ các sách luận giải Kinh Thánh, Nguyên lý Cơ Đốc giáo đã giúp Calvin kiến tạo ảnh hưởng trực tiếp và rộng lớn trên cộng đồng Kháng Cách. Tác phẩm này được nhuận chánh nhiều lần trong lúc Calvin còn sống, trong đó có bản dịch tiếng Pháp. Mặc dù chỉ là một trong số các nhân vật có nhiều ảnh hưởng trong các giáo hội Cải cách, dần dà tên tuổi của Calvin trở nên nổi bật nhất. Tầm quan trọng của các giáo hội Cải cách, và của cá nhân Calvin, được khẳng định trong giai đoạn thứ nhì của cuộc Cải cách Kháng Cách, khi các giáo hội Tin Lành được hình thành sau khi Martin Luther bị trục xuất khỏi Giáo hội Công giáo. Calvin là người Pháp sống lưu vong ở Geneva. Mặc dù có ký tên vào bản Tín điều Augsburg (được nhuận chánh bởi Melancthon năm 1540), ảnh hưởng của Calvin trên cuộc Cải cách Thụy Sĩ lại không theo khuynh hướng Lutheran, mà có những tương đồng với Huldrych Zwingli. Ngay từ ban đầu nền thần học của các giáo hội Cải cách phát triển độc lập với thần học Luther và chịu ảnh hưởng từ các nhà cải cách, trong đó có Calvin. Về sau, ảnh hưởng và uy tín của Calvin ngày càng lớn mạnh trong cộng đồng Cải cách đến nỗi toàn bộ nền thần học này được biết đến dưới tên "thần học Calvin".

## Phát triển

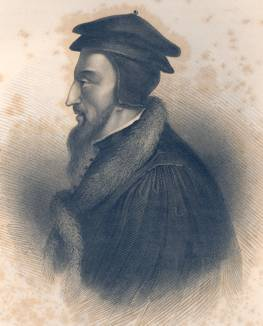
Jean Calvin

Dù phần lớn nỗ lực cải cách của Calvin được tiến hành ở Geneva, các tác phẩm chuyển tải tư tưởng của ông được phát hành rộng rãi tại nhiều nơi ở châu Âu. thần học Calvin trở nên hệ tư tưởng chủ đạo ở Scotland (xem John Knox), Hà Lan, và một phần nước Đức (nhất là những khu vực giáp giới Hà Lan), gây nhiều ảnh hưởng tại Pháp, Hungary, Transilvania (lúc ấy còn độc lập), và Ba Lan. thần học Calvin được yêu thích ở Bắc Âu (Scandinavia), nhất là ở Thụy Điển, nhưng lại bị hội nghị Uppsala năm 1593 bác bỏ để chấp nhận thần học Luther.
Hầu hết cư dân ở Mỹ thuộc vùng Trung Đại Tây Dương và New England chấp nhận thần học Calvin, trong đó có những người Thanh giáo, Huguenot, và người định cư Hà Lan ở New Amsterdam (New York). Hệ tư tưởng này cũng được chấp nhận rộng rãi trong vòng những người châu Âu đầu tiên đến định cư tại Nam Phi trong thế kỷ 17.
Những người da đen chiến đấu với người Anh (Black Loyalist) trong cuộc chiến giành độc lập ở Mỹ rời Nova Scotia đến châu Phi để định cư ở Sierra Leone cũng là những người theo thần học Calvin.
Trong số các cộng đồng theo thần học Calvin khởi phát bởi các nhà truyền giáo trong thế kỷ 19 và 20, đáng kể nhất là các cộng đồng Cơ Đốc giáo tại Hàn Quốc và Nigeria.
Sẽ không chính xác nếu cho rằng mọi tư tưởng chủ đạo của thần học Calvin đều có thể tìm thấy trong các tác phẩm của Calvin. Trong thực tế, nền thần học này hình thành từ sự đóng góp của nhiều người, trong đó, ngoài Calvin, còn có những tên tuổi lớn như Theodore Beza, người kế nhiệm Calvin, nhà thần học người Hà Lan Franiciscus Gormarus, nhà sáng lập giáo hội Trưởng Lão, John Knox, về sau còn có những nhân vật nổi tiếng khác như John Bunyan và nhà thuyết giáo người Mỹ, Jonathan Edwards.
Mặc dù là điểm hội tụ của nhiều dòng tư tưởng, đặc điểm nổi bật của thần học Calvin là về giáo lý cứu rỗi, nhấn mạnh đến sự bất lực hoàn toàn của con người trong nỗ lực tìm kiếm sự cứu rỗi linh hồn, với niềm xác tín cho rằng chỉ có Thiên Chúa là đấng khởi xướng mọi sự để cứu chuộc loài người như ban cho con người đức tin và khiến họ quyết định tiếp nhận Chúa Giê-xu. Học thuyết này được chấp nhận tại Hội nghị Dort (1618-1619), nhằm bác bỏ một giáo thuyết khác gọi là Thần học Arminius.
Đôi khi thuyết Calvin cũng được coi là đồng nhất với "Thần học Augustine" do các giáo lý trọng tâm của học thuyết này đã được Thánh Augustine trình bày mạch lạc trong cuộc tranh luận của ông với tu sĩ người Anh Pelagius. thần học Calvin không chỉ nhấn mạnh đến sự trọn lành vĩnh cửu của sự sáng tạo ban đầu, mà còn tập chú vào những tác hại của tội lỗi khiến con người hoàn toàn mất khả năng tìm kiếm sự cứu rỗi cũng như làm hỗn loạn công cuộc sáng tạo. Như thế, theo quan điểm này, sự cứu rỗi là một công cuộc sáng tạo mới bởi Thiên Chúa chứ không phải là thành tựu của con người.

## Đặc điểm
Có thể tóm tắt thần học Calvin trong năm luận điểm, nhấn mạnh đến quyền tể trị của Thiên Chúa trong mọi sự - trong sự cứu rỗi cũng như trong đời sống.

### Ân điển tể trị
thần học Calvin nhấn mạnh đến sự phá sản về phương diện đạo đức trong bản chất của con người, làm nổi bật ân điển cứu chuộc của Thiên Chúa. Vì nhân loại sa ngã nên không có khả năng trong lĩnh vực đạo đức và tâm linh để bước đi theo Chúa hoặc tránh khỏi sự đoán phạt, nhưng chỉ bởi sự can thiệp của Thiên Chúa làm thay đổi tấm lòng chai sạn của con người để biến họ từ những kẻ phản loạn trở thành các con dân biết vâng phục.
Theo quan điểm này, chỉ bởi ơn thương xót của Thiên Chúa, đấng đã đoán phạt con người vì tội lỗi của họ, lại tuyển chọn một số người để bày tỏ ơn thương xót của ngài. Một người được cứu rỗi không phải do lòng khao khát, đức tin, hay đức hạnh của người ấy, nhưng chỉ vì sự chọn lựa của Chúa. Mặc dù con người phải tin và đáp ứng với lời kêu gọi của Phúc âm để được cứu, ngay cả lòng vâng phục của người ấy cũng là sự ban cho đến từ Chúa; như thế, do ý chỉ tuyệt đối của ngài mà Thiên Chúa hoàn thành sự cứu rỗi dành cho tội nhân.
Trong thực tế, giáo huấn này về ân điển tể trị của Thiên Chúa đã mang lại nhiều sự khích lệ cho hội thánh vì giúp tín hữu nhận biết tình yêu bao la của Thiên Chúa để cứu những con người hoàn toàn tuyệt vọng, đập tan lòng kiêu ngạo và sự tự tin, cũng như đem đến nhận thức rằng sự cứu rỗi của họ hoàn toàn phụ thuộc vào ân điển của Thiên Chúa. Do đó, sự thánh hóa đòi hỏi một thái độ phụ thuộc vào quyền năng Thiên Chúa hầu có thể thanh tẩy tấm lòng ô uế khỏi quyền lực tội lỗi và vui hưởng cuộc sống phước hạnh trong Chúa.

### Năm Luận điểm
thần học Calvin thường được tóm tắt trong Năm Luận điểm gọi là học thuyết ân điển. Đây là năm luận điểm phản bác năm luận điểm của Thần học Arminius, cũng là bản tóm tắt những kết luận của Hội nghị Dort năm 1619.
Do đó, năm luận điểm này được dùng để trình bày sự khác biệt giữa thần học Calvin và Thần học Arminius hơn là một bản tóm tắt hoàn chỉnh quan điểm thần học của Calvin và các giáo hội Cải cách. Năm luận điểm này cũng được gọi là TULIP.
Năm Luận điểm Calvin xác định rõ ràng rằng Thiên Chúa có quyền năng cứu rỗi bất cứ ai mà ngài thương xót, và không hề bị tác động bởi đời sống tội lỗi hoặc sự bất lực của con người.

#### Sa ngã toàn diện
Giáo thuyết về sự sa ngã toàn diện nhấn mạnh rằng do sự phạm tội của thủy tổ loài người, Adam và Eva, mọi người sinh ra đời đều bị ở dưới quyền lực của tội lỗi. Từ bản chất, con người không muốn hết lòng hết sức yêu kính Thiên Chúa, nhưng chỉ biết quan tâm đến quyền lợi của mình và khước từ tuân theo lề luật của Chúa. Như thế, con người bẩm sinh, về mặt đạo đức, không có năng lực chọn lựa theo Chúa để được cứu, bởi vì, theo bản chất tự nhiên, họ không hề muốn được như thế.

#### Tuyển chọn không điều kiện
Giáo thuyết tuyển chọn không điều kiện khẳng định rằng Thiên Chúa đã tuyển chọn từ trước những người ngài muốn đem đến cùng ngài mà không dựa vào công đức hoặc đức tin của họ. Sự tuyển chọn này chỉ lập nền trên lòng thương xót của Thiên Chúa.

#### Sự chuộc tội có giới hạn
Cũng được gọi là "sự cứu rỗi đặc biệt", giáo thuyết chuộc tội có giới hạn dạy rằng sự đền tội thay cho tội lỗi loài người của Chúa Giê-xu chỉ dành cho những người được chọn. Được lập nền trên quyền tể trị của Thiên Chúa trong sự cứu rỗi và bản chất của sự đền tội thay theo quan điểm thần học Calvin, theo đó, sự đền tội nghĩa là Chúa Giê-xu nhận lãnh sự trừng phạt thay cho tội nhân, do đó, sẽ là không hợp lý khi Thiên Chúa phải trả giá cho tội lỗi của một số người rồi lại đoán phạt họ vì tội lỗi của họ (do họ không chịu chấp nhận sự chuộc tội qua cái chết trên thập tự giá của Chúa Giê-xu). Theo quan điểm này, sự chết thay đền tội của Chúa Giê-xu chỉ giới hạn cho người được chọn, là những người chấp nhận Chúa Giê-xu là đấng đền tội thay cho họ.

#### Ân điển không thể cưỡng chống
Giáo thuyết ân điển không thể cưỡng chống xác định rõ ràng rằng ân điển cứu rỗi của Thiên Chúa sẽ tác động trên người được chọn, và vào đúng thời điểm Chúa đã định, sẽ bắt phục họ vâng theo tiếng gọi phúc âm mà nhận lãnh sự cứu rỗi.
Giáo thuyết này không cho rằng không thể cưỡng chống mọi ảnh hưởng của Chúa Thánh Linh, nhưng tin rằng quyền năng của Chúa Thánh Linh sẽ vượt qua mọi trở ngại và khiến cho ảnh hưởng của ngài có tác dụng tối hậu trên tấm lòng người được chọn. Như thế, bởi quyền năng tể trị của Thiên Chúa, người được ngài chọn chắc chắn sẽ được cứu.

#### Sự bảo toàn các thánh đồ
Còn gọi là "sự bảo toàn vĩnh cửu" (thuật từ "thánh đồ" được dùng trong Kinh Thánh để chỉ những người được biệt riêng cho Thiên Chúa, là những người được cứu rỗi bởi ân điển của Ngài) khẳng định rằng vì Thiên Chúa là đấng tể trị, và ý chỉ của ngài không bị tác động bởi con người hoặc bởi nhân tố nào khác, nên những người được gọi để phục hòa với Thiên Chúa và ở trong mối tương giao mật thiết với ngài sẽ bước đi trong đức tin cho đến cuối cùng; như thế, theo quan điểm này, những người sa ngã mà không ăn năn tội và quay trở lại là những người chưa hề có đức tin thật, hoặc chưa bao giờ được cứu rỗi.

### Thần học Giao ước
Mặc dù học thuyết ân điển được nhìn nhận là trọng tâm của thần học Calvin đương đại, thần học giao ước mới là cấu trúc lịch sử hợp nhất toàn bộ hệ thống.
Từ nhận thức sâu sắc về tính siêu việt của Thiên Chúa, thần học Calvin cho rằng mối quan hệ giữa Thiên Chúa với tạo vật của ngài khởi đi từ sự hạ cố của Thiên Chúa. Mối quan hệ được ngài thiết lập là giao ước: mọi điều kiện trong giao ước đến từ ý chỉ bất biến của Thiên Chúa.
Theo quan điểm này, mối quan hệ giữa Thiên Chúa và loài người lập nền trên hai giao ước, phản ánh sự phân biệt giữa Luật pháp và Phúc âm. Giao ước công đức bao gồm các lề luật đạo đức và thiên nhiên. Theo đó, con người có thể hưởng sự sống vĩnh cửu và phước hạnh dựa trên sự công chính của mình. Nhưng con người đã sa ngã, phạm tội và hư hoại từ trong bản chất, nên bị đoán phạt chiếu theo giao ước. Vì vậy, giao ước ân điển được thiết lập để cứu rỗi loài người, được thể hiện qua các giao ước nối tiếp nhau được chép lại trong Kinh Thánh. Theo đó, sự cứu rỗi được ban cho không phải do công đức con người, mà đến từ lời hứa của Thiên Chúa. Con người chỉ có thể phục hòa với Thiên Chúa nhờ đấng trung bảo là Chúa Giê-xu. Ngài là đầu của những người được chọn, như thế giao ước là nền tảng cho giáo thuyết đền tội thay thế và con người nhận lãnh sự cứu rỗi nhờ sự vâng phục của Chúa Cơ Đốc.

### Đức tin trong cuộc sống
Những học thuyết về thực hành đức tin trong sinh hoạt ở hội thánh, trong gia đình, và ngoài xã hội theo tư tưởng Calvin, là kết quả tự nhiên từ sự nhận biết quyền tể trị của Thiên Chúa trong sự sáng tạo và sự cứu rỗi của ngài. Như thế, sự tốt lành và quyền năng của Thiên Chúa được thể hiện qua những việc tay ngài làm trong tất cả lãnh vực của sự hiện hữu như tâm linh, vật chất, và trí tuệ, dù đó là việc thiêng liêng hay thế tục.
Theo thần học Calvin, mọi biến cố trong lịch sử đều ở trong kế hoạch của Thiên Chúa, vì ngài là đấng tạo hóa và là đấng tể trị, cũng là Cứu chúa đối với người được cứu rỗi. Do đó, sự vâng phục và phụ thuộc hoàn toàn của tín hữu vào Chúa Cơ Đốc không chỉ giới hạn trong lãnh vực thiêng liêng (như thờ phượng, tu dưỡng tâm linh hoặc cầu nguyện) nhưng cũng cần có khi sống trong đời thường hoặc khi làm việc.

### Thờ phượng
Ý niệm về ý nghĩa của sự thờ phượng cũng là một trong những đặc điểm của thần học Calvin. Theo đó, chỉ có các giáo huấn và hình mẫu về sự thờ phượng chép trong Kinh Thánh mới được chấp nhận. Nói cách khác, Thiên Chúa đã quy định trong Kinh Thánh mọi điều cần thiết ngài muốn con người thực hiện khi thờ phượng ngài trong hội thánh, bất cứ điều gì thêm vào đều không được chấp nhận.
Nguyên tắc thờ phượng này hạn chế quyền lực của giáo hội nhằm bảo vệ quyền tự do của tín hữu. Mặc dù đức tin ảnh hưởng sâu đậm trên mọi khía cạnh của đời sống, giáo hội không được vượt qua thẩm quyền Kinh Thánh mà buộc tín hữu làm những điều Kinh Thánh không dạy bảo.

## Ảnh hưởng xã hội và kinh tế

### Chủ nghĩa tư bản
Một số học giả cho rằng thần học Calvin đã thiết lập cơ sở cho sự phát triển của chủ nghĩa tư bản ở châu Âu sau này. Luận điểm này được triển khai trong các tác phẩm có nhiều ảnh hưởng của R. H. Tawney (1880-1962), và Max Weber (1864-1920).
Trong tác phẩm nổi tiếng nhất và gây nhiều tranh luận Nền đạo đức Tin Lành và tinh thần của chủ nghĩa tư bản (Die protestantische Ethik und der Geist des Kapitalismus), Weber trình bày luận cứ cho rằng đạo đức Kháng Cách, nhất là thần học Calvin cho phép mưu cầu các lợi ích kinh tế thuần lý và các hoạt động trần thế trong khuôn khổ các hoạt động này tạo ra những kết quả tích cực trong tâm linh và có ý nghĩa đạo đức. Đó không phải là mục tiêu, nhưng là kết quả tất yếu của các giáo huấn tôn giáo. Một tín hữu, trong công việc hằng ngày, có nghĩa vụ làm việc hết sức mình để chu toàn công việc hầu cho danh Chúa được cả sáng.
Như thế, theo đạo đức Kháng Cách, mọi nghề nghiệp chính đáng đều được xem là "thiên chức", được Chúa chúc phước và được xem là thiêng liêng. Thế giới quan Kháng Cách, xem mọi lĩnh vực của cuộc sống đều là thiêng liêng khi được cung hiến cho Thiên Chúa và thực thi ý chỉ của ngài nhằm nuôi dưỡng và cải thiện cuộc sống, đã ảnh hưởng sâu sắc trên quan niệm về chức nghiệp.
Weber tóm tắt quan niệm đạo đức của giáo phái Calvin như sau: "Cách duy nhất để có một cuộc sống đẹp lòng Thiên Chúa không phải là vượt lên trên nền đạo đức của đời sống trần thế bằng lối sống khổ hạnh trong tu viện, mà chính là chu toàn trong thế gian các bổn phận tương ứng với chức phận mà cuộc sống dành cho mỗi người trong xã hội – chính vì thế mà các bổn phận trở thành 'thiên chức' [Beruf] của mỗi người."
Đặc trưng tư tưởng của giáo thuyết Calvin là nhấn mạnh tới nỗ lực của cá nhân chứ không coi trọng vai trò của các định chế, và loại trừ những xu hướng huyền bí, những xu hướng nặng về nghi thức – nói khác đi, đây chính là lối tư duy dẫn đến quá trình "giải ma thuật" (Entzauberung) và quá trình lý tính hóa lối sống của người tín đồ Calvin. 
Chính ở điểm này mà, theo Weber, có một sự gặp gỡ hết sức quan trọng giữa một số yêu cầu trong lôgic thần học Calvin với một số yêu cầu của lôgic tư bản chủ nghĩa – hay giữa tư duy duy lý khổ hạnh Calvin với tư duy duy lý của nhà kinh doanh tư bản chủ nghĩa.

### Các website
- Center for Reformed Theology and Apologetics - offers many materials from a Calvinist perspective.
- Monergism.com - many Reformed and Calvinist resources
- Calvinism Index Lưu trữ ngày 8 tháng 7 năm 2011 tại Wayback Machine by Colin Maxwell
- Third Millennium Ministries - many current articles, audio sermons, and lectures by contemporary Reformed theologians and pastors on a variety of topics.
- Sola Gratia Ministries Lưu trữ ngày 11 tháng 4 năm 2021 tại Wayback Machine - more Reformed and Calvinist resources.
- The Highway - still more articles from a Reformed perspective.
- Educational resources from the United Reformed Church Lưu trữ ngày 8 tháng 9 năm 2008 tại Wayback Machine - many audio sermons, lectures, and curricula on theological topics from a conservative, Calvinist denomination

### thần học Calvin và các hệ thống thần học khác
- Calvinism & Arminianism - a brief comparison of Calvinism and Arminianism from The Five Points of Calvinism - Defined, Defended, Documented by Steele and Thomas
- Argument on the Arminian Controversy - Five Points of Gospel Truth Asserted and Defended (1836) by Moses Roney, defending Calvinism against Arminianism.
- "Calvinism" from the Catholic Encyclopedia
- The Five Points of Calvinism Considered[liên kết hỏng] by David Servant (non-Calvinist)